# Орестопільська волость
Орестопільська волость — історична адміністративно-територіальна одиниця Олександрівського повіту Катеринославської губернії.
Станом на 1886 рік складалася з 6 поселень, 6 сільських громад. Населення — 1258 осіб (653 чоловічої статі та 605 — жіночої), 170 дворових господарств.
|                     | Площа, десятин | У тому числі орної, дес. |
| ------------------- | -------------- | ------------------------ |
| Сільських громад    | 1361           | 931                      |
| Приватної власності | 16533          | 5451                     |
| Іншої власності     | —              | —                        |
| Загалом             | 17894          | 6382                     |

Найбільше поселення волості:
- Орестопіль — село при річках Вовчій та Вороній за 100 верст від повітового міста, 414 осіб, 92 двори. За 5 верст — цегельний завод. За 10 верст — паровий млин.